# Apache Country
Apache Country è un film del 1952 diretto da George Archainbaud.
È un western statunitense a sfondo musicale con Gene Autry.

## Produzione
Il film, diretto da George Archainbaud su una sceneggiatura di Norman S. Hall, fu prodotto da Armand Schaefer per la Gene Autry Productions e girato nel Monogram Ranch a Newhall, California, dall'11 al 20 novembre 1951.

## Distribuzione
Il film fu distribuito negli Stati Uniti dal 30 maggio 1952 al cinema dalla Columbia Pictures.

## Promozione
Le tagline sono:

- Gene's riding for The White House...rooting out the bandit ring behind Apache lines!
- On orders from The White House...Gene smashes bandit ring behind Apache lines!
- SEE GENE'S SIX-SHOOTERS NAIL WHITE LOOTERS BEHIND APACHE LINES!
- Orders from The White House send Gene under cover to uncover "Indian" bandit plot!